# Eugeniusz Grabiec
Eugeniusz Grabiec – polski działacz państwowy i partyjny, wojewoda lubelski w latach 1980–1981.
Ukończył studia wyższe, zdobył tytuł magistra. Do 1980 był sekretarzem Komitetu Wojewódzkiego PZPR w Lublinie, odpowiadając m.in. za budowę miejskiego teatru. 25 listopada 1980 powołany na stanowisko wojewody lubelskiego po odwołaniu Mieczysława Stępnia. 19 grudnia 1981 stracił stanowisko w związku ze stanem wojennym, zastąpił go Tadeusz Wilk.